# Live in Hyde Park (Red Hot Chili Peppers)
Live In Hyde Park is een dubbelalbum van de Red Hot Chili Peppers, opgenomen bij drie concerten in Hyde Park (Londen) (19, 20 en 25 juni 2004). Het is het eerste livealbum van de Red Hot Chili Peppers.

## Tracklist
Disc 1:
1. Intro — 03:55
2. "Can't Stop" — 05:13
3. "Around the World" — 04:12
4. "Scar Tissue" — 04:08
5. "By the Way" — 05:20
6. "Fortune Faded" — 03:28
7. "I Feel Love" (Donna Summer cover) — 01:28
8. "Otherside" — 04:34
9. "Easily" — 05:00
10. "Universally Speaking" — 04:16
11. "Get on Top" — 04:06
12. "Brandy" (Looking Glass) — 03:34
13. "Don't Forget Me" — 05:22
14. "Rolling Sly Stone" — 05:06

Disc 2
1. "Throw Away Your Television" — 07:30
2. "Leverage of Space" — 03:29
3. "Purple Stain" — 04:16
4. "The Zephyr Song" — 07:04
5. "Californication" — 05:26
6. "Right on Time" — 03:54
  - "Transmission" (intro)
7. "Parallel Universe" — 05:37
8. "Drum Homage Medley": — 01:29
  - "Rock and Roll"
  - "Good Times Bad Times"
  - "Sunday Bloody Sunday" (Cover van U2)
  - "We Will Rock You"
9. "Under the Bridge" — 04:54
10. "Black Cross" (45 Grave cover) — 03:30
11. "Flea's Trumpet Treated by John" — 03:28
12. "Give It Away" — 13:17